# Lutherhaus (Schmalkalden)

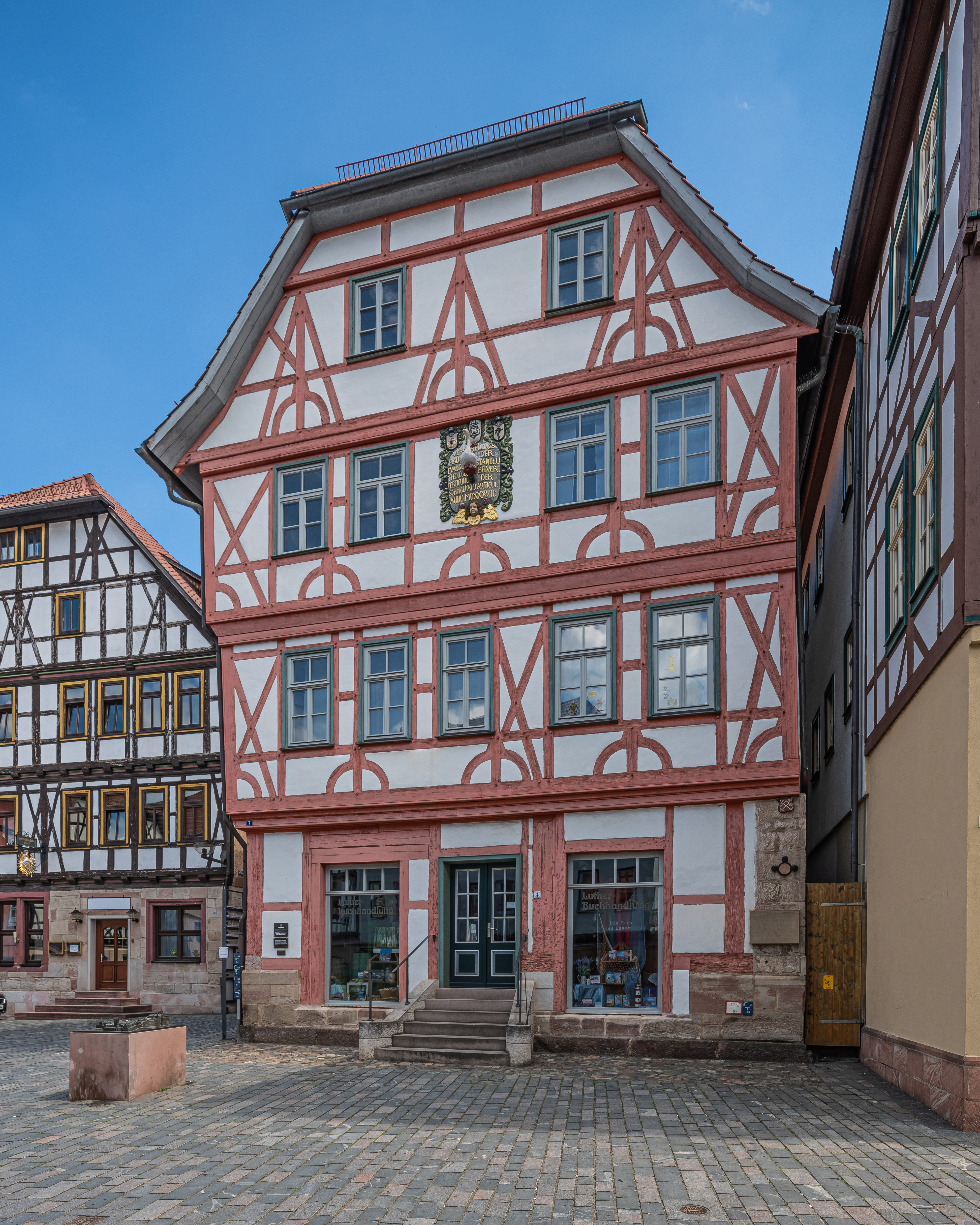
Lutherhaus

Das denkmalgeschützte Lutherhaus steht am Lutherplatz 7 in Schmalkalden, einer Stadt im Landkreis Schmalkalden-Meiningen von Thüringen.

## Beschreibung
Martin Luther hat hier 1537 während einer Tagung des Schmalkaldischen Bundes gewohnt. Eine farbig gefasste Tafel mit einer Inschrift von 1687 erinnert an die Tagung. Das im Kern aus der Zeit um 1520 stammende dreigeschossige Fachwerkhaus besteht aus einem Vorderhaus und dem bereits um 1365 erbauten Rückgebäude. Das zum Lutherplatz giebelständige Vorderhaus ist mit einem Krüppelwalmdach bedeckt. Im 17. Jahrhundert wurde das Haus verändert. Bei den Restaurierungen 1982 und 1995/96 wurde stark in die Bausubstanz eingegriffen. Das Holzfachwerk hat viertelkreisförmige Fußbögen. An der Erdgeschosswand des Giebels befindet sich die Hausmarke des Bauherrn von 1538, darunter eine Rundmarke, eingefasst von drei Kanonenkugeln. Im zweiten Obergeschoss befindet sich ein vollplastischer Schwan vor einer Gedenktafel mit den Wappen Luthers und Melanchthons.